# Porthidium
Porthidium är ett släkte av ormar som ingår i familjen huggormar.
Släktets medlemmar är små ormar med en längd upp till 70 cm eller i sällsynta fall lite längre. De lever i Central- och Sydamerika i fuktiga eller torra tropiska skogar och vistas främst på marken. Arterna äter groddjur, ödlor och mindre däggdjur. Det giftiga bettet från Porthidium nasutum kan ibland medföra människans död. Bettet från andra arter är inte lika farligt. Honor föder levande ungar (ovovivipari).
Arter enligt Catalogue of Life:
- Porthidium dunni
- Porthidium hespere
- Porthidium lansbergii
- Porthidium nasutum
- Porthidium ophryomegas
- Porthidium porrasi
- Porthidium volcanicum
- Porthidium yucatanicum

The Reptile Database listar ytterligare en art:
- Porthidium arcosae